# Miquel d'Agullana
|  | Per a altres significats, vegeu «Miquel d'Agullana (desambiguació)». |

Miquel d'Agullana i de Miquel (Girona, 1549 - 1596) fou un ardiaca de l'Empordà, canonge de la seu de Girona i 77è president de la Generalitat de Catalunya.

## Biografia
Fou ardiaca d'Empordà el 1578. Va ser canonge de Girona, on va succeir al seu oncle Miquel d'Agullana, qui també fou el darrer abat comendatari de Sant Joan de les Abadesses, mort el 1581. Va ser el primer canonge a fer el jurament pel càrrec segons els nous preceptes del Concili de Trento, el 21 de juliol de 1578. Junt amb el seu germà Jaume d'Agullana, ardiaca de Girona (1572-1617), i seguint les passes iniciades pel seu oncle Miquel d'Agullana varen ser protectors dels jesuïtes i fundadors del Col·legi de la Companyia de Jesús a Girona (1585), situat a l'església de Sant Martí Sacosta, al costat mateix del palau dels Agullana.
Va ésser nomenat President de la Generalitat de Catalunya el 22 de juliol de 1593. En aquell trienni Onofre d'Alentorn i d'Oms fou el diputat militar i Francesc Bonet el diputat reial. Durant el seu mandat es crearen els bisbats de la comarca de l'Urgell i de la plana de Vic, el de Solsona. L'any de la seva mort, signà les capitulacions per a la construcció del retaule de la capella dels Sants Doctors a la catedral de Girona, obra de l'escultor Joan Merla. El seu germà i marmessor, l'ardiaca major de la Seu de Girona Jaume d'Agullana, continuarà l'encàrrec.